# Merzdorf
Merzdorf is een gemeente in de Duitse deelstaat Brandenburg en maakt deel uit van het Landkreis Elbe-Elster.
Merzdorf telt 824 inwoners.
Het dorp grenst in het zuiden aan Großenhain in de deelstaat Saksen.